# Општина Шимијан (Бихор)
Шимијан (рум. Şimian) општина је у Румунији у округу Бихор.
Oпштина се налази на надморској висини од 118 m.